# Uru
Uru är en kommun i Brasilien.   Den ligger i delstaten São Paulo, i den södra delen av landet, 700 km söder om huvudstaden Brasília. Antalet invånare är 1 251.
Omgivningarna runt Uru är huvudsakligen savann. Runt Uru är det glesbefolkat, med 10 invånare per kvadratkilometer.